# Saturn ION
El Ion de Saturn fue un auto compacto vendido por la marca Saturn del grupo automovilístico estadounidense General Motors entre los años 2003 y 2007. Utiliza la plataforma Delta de GM. El Ion sustituyó a la Serie S de Saturn en 2003, y fue reemplazado por el nuevo Saturn Astra en 2008. A partir de 2006, el Ion fue el coche compacto más vendido en América del Norte. La producción del Ion terminó el 27 de marzo de 2007.

## Historia

### 2003-2004
El Ion de 2003 llegó al mercado con un motor estándar de 4 cilindros en línea Ecotec DOHC de 140 hp (104 kW). El panel de instrumentos del Ion fue montado en la parte superior central del salpicadero, en lugar de detrás del volante. El Ion estaba disponible con carrocerías sedán y cupé; el cupé es llamado un "Quad Coupé" debido a que incorpora dos puertas traseras más pequeñas con apertura tipo "puerta suicida" tras las puertas delanteras.
Estaban disponibles una caja manual de 5 velocidades Getrag F23 o una transmisión automática 5 velocidades Aisin AF23. La caja automática de 5 velocidades tenía varias características únicas. La transmisión carecía de overdrive, permitiendo cinco marchas hacia adelante a empaquetarse en el tamaño de una caja de cambios manual típico de cuatro velocidades, ambos proporcionando cerca de velocidades para la mejor aceleración y la eficiencia de combustible mientras elimina el calor y la pérdida parásito generados por el gearset planetaria adicional. Los modelos 2003 y 2004 del Ion estaban disponibles con la transmisión variable continua VTi.
Para 2004, Saturn introdujo una recalibración de la dirección asistida eléctricamente, así como una mejora en los materiales del interior y ofrecía nuevos sistemas de sonido.

### 2005-2006

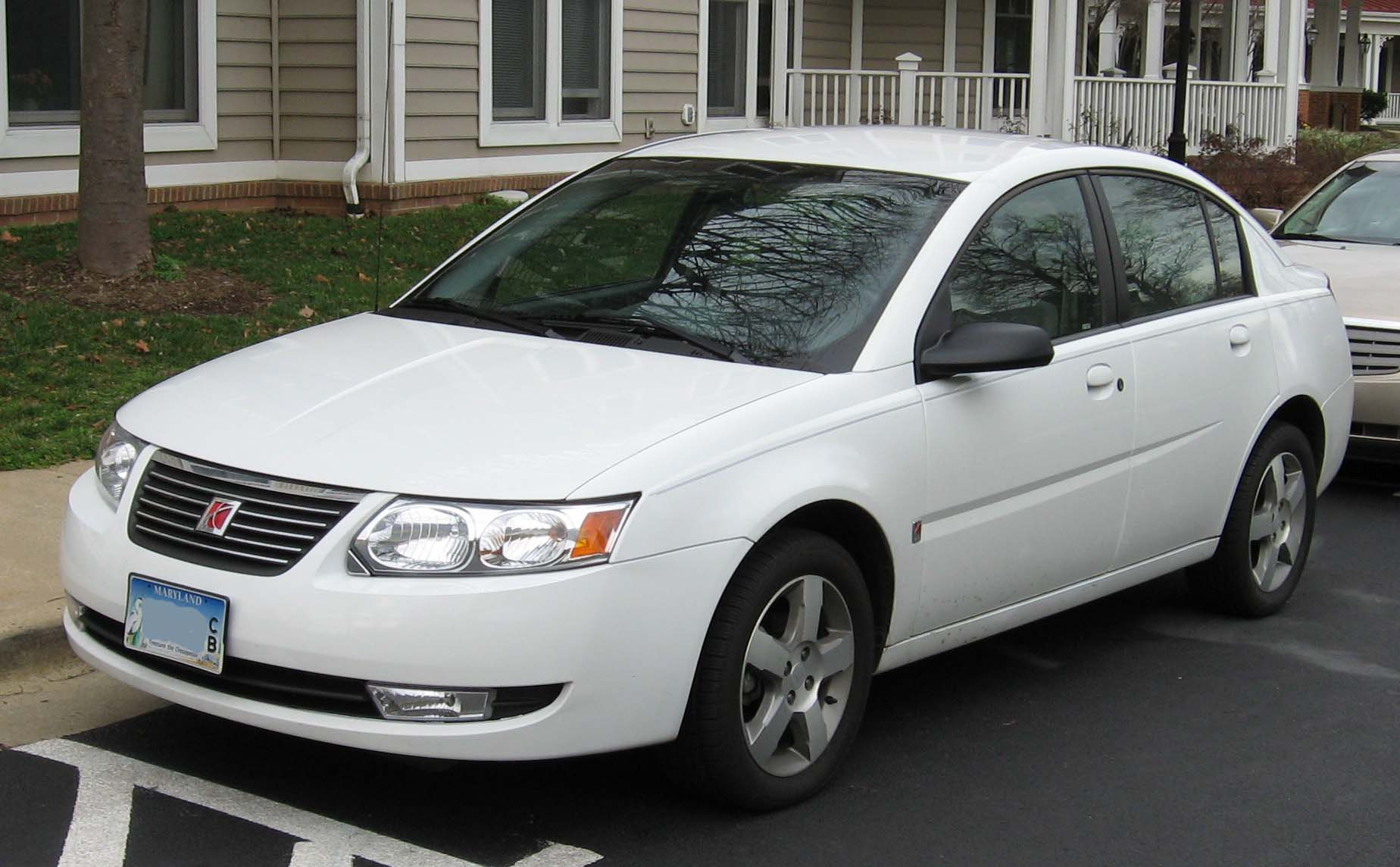
2005 Saturn Ion

En 2005, la transmisión automática de 5 velocidades de Aisin fue eliminada debido a un rasgo problemático conocido como cambio-destello, que también se produjeron en automóviles otros fabricantes mediante transmisiones de Aisin, como Toyota. También fue eliminado el  cambio CVT VTi utilizado en los quad-cupés entre 2003 y 2004, por razones de fiabilidad. El cambio de 4 Velocidades 4T45-E de GM reemplazó ambas transmisiones, convirtiéndose en la única opción disponible de transmisión automática. Los modelos de 2005 también recibieron un nuevo volante, el mismo utilizado en el modelo Red Line de 2004. En medio del año-modelo 2005, los asientos en el modelo básico del Ion recibieron nuevos tapizados y la función de ajuste de altura. También se introdujo la tecnología de reducción de sonido multilaminado "Steel tranquila" en 2005. Los cambios cosméticos incluyen un frontal actualizado con una mayor apertura de rejilla y se rediseñaron los tapacubos de rueda y como opción llantas de aleación. Bajo el capó, una cubierta del motor acústica se añadió en el vano motor para reducir las emisiones de ruido.
El año 2006 vio sólo pequeños cambios cosméticos. Los modelos de nivel 2 y nivel 3 se ofrecieron con nueva radio estándar de GM, con la reproducción de MP3.
2006 también vio el 170 CV (127 kW), 162 par de lb·ft (220 nm), 2,4 LI4 motor con válvulas variable están disponibles para el Ion. Junto con esto, también dejó el 1 de ion para 2006.

### 2007
El motor ECOTEC de 2,2 litros del Ion Saturn modelo 2007 fue mejorado respecto al modelo del año anterior: la potencia de salida aumentadó de 140 CV (104 kW) a 145 hp (108 kW) a 5600 rpm y el par aumentó de 145 lb-ft (197 Nm) a 150 lb-ft (203 nm) a 4200 rpm. El nuevo motor fue equipado con la ECU del motor de 2.4 L .
El ECOTEC de 2.4 litros recibió una actualización similar: la potencia aumentó de 170 CV (127 kW) a 175 CV (130 kW) a 6500 rpm y el par aumentó de 162 lb-ft (219 nm) a 164 lb-ft (222 nm) en 4800 rpm.
Un "paquete de apariencia" se ofreció para el modelo 2007 Ion 3 Quad Coupe, incluyendo parachoques frontal y trasero rediseñados, molduras laterales, faros antiniebla elipsoidales y terminal del escape cromado. En el acabado Red Line los asientos serán del tipo deportivo, de la marca Recaro, tapizados en cuero negro, y disponían de un sistema de detección de pasajero.
El Ion fue descatalogado en marzo de 2007 y reemplazado por el Saturn Astra, un rebautizado Opel Astra hatchback de la gama europea.

### Edición Red Line

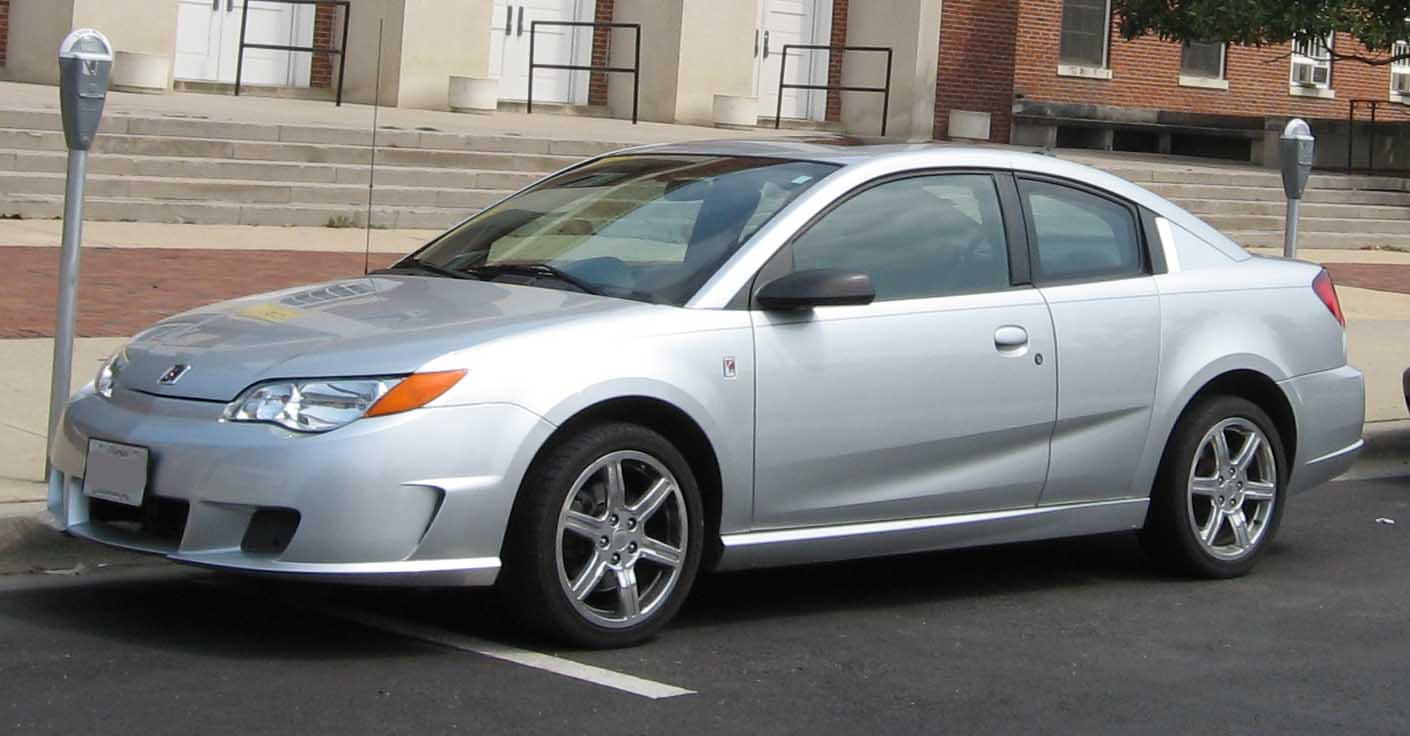
Saturn Ion Red Line

En producción desde 2004 hasta el año 2007, Saturn produjo la variante de Sport compacto/Factory Tuner de Línea roja de la Ion. Desarrollado en coordinación con la División de alto rendimiento de GM y probado en el famoso circuito Nordschleife de Nürburgring en Alemania, la versión Red Line del Ion montaba un motor LSJ Ecotec de 2.0 L y 205 hp (153 kW), equipado con un compresor Eaton M62 de tipo Roots y un intercambiador aire-agua. También equipaba fue una robusta caja de cambios manual F35 de 5 velocidades, suministrada por GM Europa. Esta combinación de motor/transmisión es compartida con el Chevrolet Cobalt SS Supercharged Edition, del cual no se inició la producción hasta el año 2005. La versión Red Line del Ion presenta las mismas características interiores del Ion Quad Cupé estándar, incluyendo sus puertas traseras del tipo suicida (de apertura hacia atrás), para permitir una mejor accesibilidad al asiento trasero.
La versión Red Line del Ion es un coche de alto rendimiento de GM , a pesar de que la marca de Saturn no fue creada para la venta de vehículos de alto rendimiento. El Red Line tiene una aceleración de 0-60 mph en un tiempo de 6.0 segundos y en el 1/4 de milla un tiempo de 14,6 segundos. GM Performance redujo la altura en unos 10 mm y agregó frenos de disco de mayor tamaño en las cuatro ruedas. El coche también fue equipado con llantas de aleación de 17 pulgadas y neumáticos Dunlop Sport SP9000 de medidas 215/45-17, barras estabilizadoras más gruesas, amortiguadores endurecidos y asientos Recaro deportivos. Los frenos de disco más grandes permitían una desaceleración de 100-0 km/h en 45.442 m, lo que según el probador de la revista Car Magazine, John Phillips, permitían al Ion Red Line competir en "Territorio Porsche" (en cuanto a la capacidad de frenada). También montaba un sistema de escape con tubo de 2,25 pulgadas de diámetro y terminal cromado que producía un sonido más agresivo y el sistema On Star de GM. El Ion Red Line se introdujo con un precio base de $ 20,950.
Para el año 2005 se incorporó un paquete opcional de competición. Incluido en este paquete de competición había llantas de aleación de 17 pulgadas pintadas en color "Gunmetal", escala del tacómetro con cambio de luces, un diferencial autoblocante de deslizamiento limitado y opcionalmente los faros antiniebla. A mediados de 2006, GM había lanzado actualizaciones de motor Kit 2 para el Ion Red Line tanto el Cobalt SS. El escenario 1 kit venderse por alrededor de 500 dólares e inyectores de combustible de mayor flujo y un recalibrado al ECU para aumentar la potencia por 31 CV hasta 236 hp y 205 libras-pies de par, arriba de la hp de stock 205 y 200 libras-ft. El Kit 2 solía venderse por alrededor de 750 dólares y abre la mitad de la curva de potencia a más poder que el kit 1 por sí solo. Además de todo lo que el kit 1 viene con, el kit 2 incluye una correa de accionamiento más pequeños y la polea para el turbocompresor, trayendo el motor hasta 241 hp y 218 lb-pies del par. GM liberar una etapa 1 a escenario 2 Upgrade kit que expenden para 400 dólares. Este kit de actualización es para una línea roja con el kit de etapa 1 ya instalado. Este kit de actualización agrega los elementos de la etapa 2 y aumenta la potencia de 236 hp a 241 hp.
El 17 de octubre de 2003 en el Bonneville Salt Flats en Utah, un Saturn Red Line, pilotado por la División rendimiento de GM "Saturno Land Speed Record proyect" estableció un nuevo récord de velocidad de tierra en la clase "G/turboalimentado" a 212.684 mph. Esto superó el récord anterior de 183.086 mph que se había establecido en 2001.
A continuación se muestran las cifras de producción del Ion Red Line de 2004-2007.
| Color      | 2004 | 2005 | 2006 | 2007 | Totales |
| ---------- | ---- | ---- | ---- | ---- | ------- |
| Plateado   | 831  | 353  | 274  | 131  | 1589    |
| Rojo       | None | 286  | 260  | 116  | 662     |
| Azul       | 783  | 478  | 189  | 134  | 1584    |
| Negro      | 1012 | 395  | 406  | 173  | 1986    |
| Total      | 2626 | 1512 | 1135 | 554  | 5827    |
| Comp. Pkg. | 0    | 118  | 641  | 337  | 1096    |

## Seguridad
En el IIHS colisión frontal de desvío el ion de 2005 recibió una calificación general aceptable. En la prueba de impacto de lado IIHS todos los modelos incluso aquellos con airbags laterales recibieron una calificación general pobres.
Sin embargo, durante las pruebas de choque de Estados Unidos de carretera de transporte y la administración de la seguridad, las puntuaciones de ion recibida en general mejores. A continuación se presenta un gráfico detallando la clasificación por estrellas para cada año de modelo particular y sección.
| Año  | Tipo de vehículo | Conductor Frontal | Pasajero Frontal | Atrás Conductor | Atrás Pasajero | Rollover 2WD |
| ---- | ---------------- | ----------------- | ---------------- | --------------- | -------------- | ------------ |
| 2003 | 4DR Sedan        | 5 Estrellas       | 5 Estrellas      | No Aprobada     | 3 Estrellas    | 4 Estrellas  |
| 2004 | 4DR Sedan        | 5 Estrellas       | 5 Estrellas      | No Aprobada     | 3 Estrellas    | 4 Estrellas  |
|      | 2DR Coupe        | 5 Estrellas       | 5 Estrellas      | 4 Estrellas     | 4 Estrellas    | 4 Estrellas  |
| 2005 | 4DR Sedan        | 5 Estrellas       | 5 Estrellas      | 3 Estrellas     | 4 Estrellas    | 4 Estrellas  |
|      | 2DR Coupe        | 5 Estrellas       | 5 Estrellas      | 4 Estrellas     | 4 Estrellas    | 4 Estrellas  |
| 2006 | 4DR Sedan        | 5 Estrellas       | 5 Estrellas      | 3 Estrellas     | 4 Estrellas    | 4 Estrellas  |
|      | 2DR Coupe        | 5 Estrellas       | 5 Estrellas      | 4 Estrellas     | 4 Estrellas    | 4 Estrellas  |
| 2007 | 4DR Sedan        | 5 Estrellas       | 5 Estrellas      | 3 Estrellas     | 4 Estrellas    | 4 Estrellas  |
|      | 2DR Coupe        | 5 Estrellas       | 5 Estrellas      | 4 Estrellas     | 4 Estrellas    | 4 Estrellas  |